# Sophie Luck
Sophie Luck (Pymble, 17 ottobre 1989) è un'attrice australiana.

## Biografia
Sophie prende lezioni di recitazioni dall'età di sette anni. Si esercita recitando per un'accademia delle arti e attualmente prosegue i suoi corsi di recitazione e canto con un programma professionale.
Ha partecipato alla soap opera Home and Away nel ruolo di Tamara Simpson per cinque mesi e alle prime due stagioni della serie televisiva Blue Water High nel ruolo di Fiona 'Fly' Watson, ruolo che ricoprirà anche in un episodio della terza serie.
Altri film e serie televisive a cui ha preso parte sono Don't Blame Me, Snobs e Water Rats  e la serie di successo australiana Pyramid, dov'è stata la protagonista per le due stagioni.
Nel 2012 ha recitato in due film e un cortometraggio e dal 2014 ritorna con una serie televisiva destinata alla televisione australiana, Whoopa-Chow! con Maria Tran.
Nel 2013 ha condotto due eventi cinematografici australiani, tra cui l'AACTA Award.

## Vita privata
Nel tempo libero, Sophie adora danzare, fare surf, cavalcare e uscire con gli amici. Ha una sorella minore di quattordici anni, Stephanie, che condivide con lei la passione per la recitazione e la danza. Sophie frequenta la "Crestwood High School" (sebbene segua lezioni private sul set). Inoltre, si sa che al di fuori del set è molto amica di Kate Bell, Bec in Blue Water High.

## Filmografia

### Cinema
- Home and Away: Hearts Divided, regia di Mark Piper - direct-to-video (2003)
- The Fall, regia di Alexander Moir - cortometraggio (2010)
- Circle of Lies, regia di Matt Cerwen (2012)
- The Toy Soldiers, regia di Erik Peter Carlson (2014)
- Pandorian, regia di Harrison Woodhead - cortometraggio (2014)

### Televisione
- Water Rats – serie TV, episodio 5x9 (2000)
- Lasciate in pace i koala (Don't Blame the Koalas) – serie TV, episodio 1x18 (2002)
- Home and Away – serie TV, 10 episodi (2003)
- Snobs – serie TV, episodi 1x7 (2003)
- Blue Water High – serie TV, 53 episodi (2005-2008)
- All Saints – serie TV, episodio 12x1 (2009)
- Pyramid - serie TV, 13 episodi (2009-2010)
- Whoopa-chow! – serie TV (2013)
- Syd2030 – serie TV, 23 episodi (2012-2015)
- My Breakup Blog, regia di Nick Wilson – film TV (2017)

## Riconoscimenti
- AACTA Award
  - 2005 – Miglior giovane attrice per Blue Water High